# (42775) Bianchini
(42775) Bianchini  es un asteroide perteneciente al cinturón de asteroides, descubierto el 26 de octubre de 1998 por Ulisse Munari y Flavio Castellani desde la Estación de la Cima Ekar, en Italia.

## Designación y nombre
Bianchini se designó inicialmente como 1998 UO23.
Más adelante fue nombrado en honor al astrónomo italiano  Francesco Bianchini (1662-1729).

## Características orbitales
Bianchini orbita a una distancia media del Sol de 3,1494 ua, pudiendo acercarse hasta 2,3750 ua y alejarse hasta 3,9239 ua. Tiene una excentricidad de 0,2459 y una inclinación orbital de 22,8097° grados. Emplea en completar una órbita alrededor del Sol 2041 días.

## Características físicas
Su magnitud absoluta es 13,1. Tiene 11,500 km de diámetro. Su albedo se estima en 0,058.